# 姜肱
姜 肱（きょう こう、97年 - 173年）は、後漢の隠士・学者。字は伯淮。本貫は彭城郡広戚県。

## 略歴
祖父は豫章太守、父は任城国相をつとめた名族の家に生まれた。
姜肱は五経に広く通じ、天文に明るく、かれのもとで学問しようと遠くからやってきた者が3000人あまりいた。公卿たちは争ってかれを召し出そうとしたが、姜肱はいずれも就任しなかった。ふたりの弟の名声もかれに次いだが、やはり招請に応じようとしなかった。
後に朝廷が徐稚とともに召し出そうとしたが、姜肱は洛陽に入らなかった。中常侍の曹節らが朝廷の事務を掌握し、陳蕃や竇武らを粛清すると、姜肱を太守として召し出そうとした。姜肱は身を隠して任命を避け、海浜をさすらった。再び召命があったが、やはり応じなかった。そこで太中大夫とされ、詔書が家に届いたが、姜肱は家人に「長らくの病で医者にかかっております」と答えさせた。姜肱はぼろぼろの古い衣服でしのび歩き、青州の境に潜伏し、占卜の商売で生計を立てた。召命がようやく絶え、家人もかれの居所を知らなくなり、年を経てようやく家に帰った。173年（熹平2年）、家で死去した。享年は77。

## 人物・逸話
- 弟の姜仲海や姜季江とともに孝行で知られた。
- 兄弟仲はたいへん良く、いつもともに寝起きした。おのおのが妻をめとるようになっても、寝室を分けようとしなかった。子が後嗣として立てられるようになって、ようやくそれぞれの部屋に下がるようになった。
- 姜肱が弟の姜季江と郡の役所に赴いたとき、夜間に道で強盗に遭遇して、殺されそうになった。姜肱兄弟は互いにかばいあって自分だけを殺すよう求めた。強盗はふたりを許して、衣服を奪うのみであった。姜肱が郡中に入ると、衣服を着ていないのを不審に思われて、その理由を質されたが、姜肱は他辞を弄して強盗のことを言わなかった。強盗はこれを聞いて感銘を受け、姜肱の庵を訪ねて面会を求め、叩頭謝罪して奪った物を返した。姜肱は受け取らず、酒食をもってねぎらった。
- 桓帝は画工を彭城に下向させて、姜肱の姿を描かせようとした。しかし姜肱は暗い寝所に伏せって、面を被って顔を隠し、目眩を患った者のように装って、自分の風采を出そうとしなかったことから、画工はかれの姿を見ることができなかった。

## 伝記資料
- 『後漢書』巻53 列伝第43